# Municipio de Lone Tree (condado de McPherson)
El municipio de Lone Tree (en inglés: Lone Tree Township) es una subdivisión administrativa del condado de McPherson, Kansas, Estados Unidos. Según el censo de 2020, tiene una población de 467 habitantes.

## Geografía
Está ubicado en las coordenadas 38°18′16″N 97°32′15″O / 38.30444, -97.53750. Según la Oficina del Censo de los Estados Unidos, tiene una superficie total de 93.82 km², correspondientes en su totalidad a tierra firme.

## Demografía
Según el censo de 2020, hay 467 personas residiendo en la zona. La densidad de población es de 4.97 hab./km². El 95.29 % son blancos, el 0.43 % son afroamericanos, el 0.21 % es asiático, el 0.43% son amerindios, el 1.28 % son de otras razas y el 2.36 % son de una mezcla de razas. Del total de la población, el 1.71 % son hispanos o latinos de cualquier raza.